# Saint-Sébastien, Creuse
 Saint-Sébastien là một xã thuộc tỉnh Creuse trong vùng Nouvelle-Aquitaine miền trung nước Pháp.